# ХК Филахер СВ
Филахер СВ (ЕЦ ВСВ) је аустријски хокејашки клуб из Филаха. Утакмице као домаћин игра у дворани Вилахер Штадтхале, капацитета 4800 места. Клуб се тренутно такмичи у аустријској ЕБЕЛ лиги.

## Историја
Филахер СВ је основан давне 1923. године. У својој историји клуб је освојио шест титула. Први пут шампиони су постали 1981. године, а последњи пут 2006. године. Откако се лига проширила и на клубове ван Аустрије, Филах није имао пуно успеха. Углавном испада у четвртфиналу.

## Трофеји
- Хокејашка лига Аустрије:
  - Првак (6) : 1980/81., 1991/92., 1992/93., 1998/99., 2001/02., 2005/06.